# (1116) Catriona
(1116) Catriona – planetoida z grupy pasa głównego asteroid okrążająca Słońce w ciągu 4 lat i 364 dni w średniej odległości 2,92 au. Została odkryta 5 kwietnia 1929 roku w Union Observatory w Johannesburgu przez Cyrila Jacksona. Nazwa planetoidy pochodzi od szkockiego imienia żeńskiego lub tytułu powieści Catriona Roberta Stevensona. Przed nadaniem nazwy planetoida nosiła oznaczenie tymczasowe (1116) 1929 GD.